# Jaargast
Een jaargast is een niet-broedvogel die het gehele jaar in het land te vinden is. Een voorbeeld van een echte jaargast is de toppereend.
In Avifauna van Nederland 2, blz. 65 staat het als volgt geformuleerd: Jaargast - Doortrekker en wintergast in groot aantal; zomergast in zeer klein aantal.
Andere echte jaargasten in Nederland zijn:
- Goudplevier
- Bonte strandloper